# Élections municipales de 2013 à Gatineau
Les élections municipales de 2013 à Gatineau se déroulent le 3 novembre 2013.

## Résultats

### Mairie
- Maire sortant : Marc Bureau
- Maire élu : Maxime Pedneaud-Jobin

| Marc Bureau           | Indépendant           | 28 165                | 36,15 % |         |
| François P. D'Aoust   | Indépendant           | 1 268                 | 1,63 %  |         |
| Jacques Lemay         | Indépendant           | 7 492                 | 9,62 %  |         |
| Maxime Pedneaud-Jobin | Action Gatineau       | 40 994                | 52,61 % |         |
| Total                 | Total                 | 0                     |         |         |
| Taux de participation | Taux de participation | Taux de participation | 41,86 % | 41,86 % |

### Districts

#### Résumé
| Parti | Parti           | Candidats | Voix   | Pourcentage | Sièges |
| ----- | --------------- | --------- | ------ | ----------- | ------ |
|       | Action Gatineau | 18        | 32 269 | 41,41%      | 4      |
|       | Indépendants    | 28        | 45 650 | 58,59%      | 14     |
| Total | Total           | Total     | 77 919 | 100%        | 18     |

#### Résultats individuels
| Candidat | Candidat      | Parti           | Voix  | Pourcentage |
| -------- | ------------- | --------------- | ----- | ----------- |
|          | Josée Lacasse | Indépendant     | 2 485 | 53,44%      |
|          | Stefan Psenak | Action Gatineau | 2 165 | 46,56%      |
| Total    | Total         | Total           | 4650  | 100%        |

| Candidat | Candidat          | Parti           | Voix  | Pourcentage |
| -------- | ----------------- | --------------- | ----- | ----------- |
|          | Mike Duggan       | Indépendant     | 1 647 | 38,69%      |
|          | André Laframboise | Action Gatineau | 1 361 | 31,97%      |
|          | Roch Givogue      | Indépendant     | 1 115 | 26,19%      |
|          | Claude Turpin     | Indépendant     | 134   | 3,15%       |
| Total    | Total             | Total           | 0     | 0%          |

| Candidat | Candidat         | Parti           | Voix  | Pourcentage |
| -------- | ---------------- | --------------- | ----- | ----------- |
|          | Richard M. Bégin | Action Gatineau | 2 399 | 54,25%      |
|          | Alain Riel       | Indépendant     | 2 023 | 45,75%      |
| Total    | Total            | Total           | 0     | 0%          |

| Candidat | Candidat          | Parti           | Voix  | Pourcentage |
| -------- | ----------------- | --------------- | ----- | ----------- |
|          | Maxime Tremblay   | Indépendant     | 2 435 | 57,46%      |
|          | François Léveillé | Action Gatineau | 1 803 | 42,54%      |
| Total    | Total             | Total           | 0     | 0%          |

| Candidat | Candidat           | Parti           | Voix  | Pourcentage |
| -------- | ------------------ | --------------- | ----- | ----------- |
|          | Jocelyn Blondin    | Indépendant     | 2 176 | 50,85%      |
|          | Christian Meilleur | Action Gatineau | 2 103 | 49,15%      |
| Total    | Total              | Total           | 0     | 0%          |

| Candidat | Candidat         | Parti           | Voix  | Pourcentage |
| -------- | ---------------- | --------------- | ----- | ----------- |
|          | Mireille Apollon | Action Gatineau | 2 983 | 58,58%      |
|          | Bruno Bonneville | Indépendant     | 2 109 | 41,42%      |
| Total    | Total            | Total           | 0     | 0%          |

| Candidat | Candidat           | Parti           | Voix  | Pourcentage |
| -------- | ------------------ | --------------- | ----- | ----------- |
|          | Louise Boudrias    | Indépendant     | 2 211 | 50,06%      |
|          | Adrian Corbo       | Action Gatineau | 1 919 | 43,45%      |
|          | André-Félix Comeau | Indépendant     | 287   | 6,5%        |
| Total    | Total              | Total           | 0     | 0%          |

| Candidat | Candidat          | Parti           | Voix  | Pourcentage |
| -------- | ----------------- | --------------- | ----- | ----------- |
|          | Denise Laferrière | Indépendant     | 1 696 | 58,89%      |
|          | Isabelle N. Miron | Action Gatineau | 1 052 | 36,53%      |
|          | Debelle Michel    | Indépendant     | 132   | 4,58%       |
| Total    | Total             | Total           | 0     | 0%          |

| Candidat | Candidat         | Parti           | Voix  | Pourcentage |
| -------- | ---------------- | --------------- | ----- | ----------- |
|          | Cédric Tessier   | Indépendant     | 2 444 | 43,29%      |
|          | Wassim Aboutanos | Action Gatineau | 1 689 | 29,92%      |
|          | Nicole Champagne | Indépendant     | 1 512 | 26,78%      |
| Total    | Total            | Total           | 0     | 0%          |

| Candidat | Candidat                   | Parti           | Voix  | Pourcentage |
| -------- | -------------------------- | --------------- | ----- | ----------- |
|          | Denis Tassé                | Indépendant     | 2 533 | 61,02%      |
|          | Alexandre Fortin-Bordeleau | Action Gatineau | 1 618 | 38,98%      |
| Total    | Total                      | Total           | 0     | 0%          |

| Candidat | Candidat                 | Parti           | Voix  | Pourcentage |
| -------- | ------------------------ | --------------- | ----- | ----------- |
|          | Myriam Nadeau            | Action Gatineau | 1 577 | 43,98%      |
|          | André François Choquette | Indépendant     | 837   | 23,34%      |
|          | Pierre Laurin            | Indépendant     | 677   | 18,88%      |
|          | Patrick Pilon            | Indépendant     | 495   | 13,8%       |
| Total    | Total                    | Total           | 0     | 0%          |

| Candidat | Candidat          | Parti           | Voix  | Pourcentage |
| -------- | ----------------- | --------------- | ----- | ----------- |
|          | Gilles Carpentier | Indépendant     | 2 898 | 67,65%      |
|          | Nawel Benyelles   | Action Gatineau | 1 386 | 32,35%      |
| Total    | Total             | Total           | 0     | 0%          |

| Candidat | Candidat         | Parti           | Voix  | Pourcentage |
| -------- | ---------------- | --------------- | ----- | ----------- |
|          | Daniel Champagne | Indépendant     | 2 607 | 57,35%      |
|          | Geneviève Ouimet | Action Gatineau | 1 939 | 42,65%      |
| Total    | Total            | Total           | 0     | 0%          |

| Candidat | Candidat        | Parti           | Voix  | Pourcentage |
| -------- | --------------- | --------------- | ----- | ----------- |
|          | Sylvie Goneau   | Indépendant     | 2 928 | 66,14%      |
|          | Christian Violy | Action Gatineau | 1 499 | 33,86%      |
| Total    | Total           | Total           | 0     | 0%          |

| Candidat | Candidat        | Parti           | Voix  | Pourcentage |
| -------- | --------------- | --------------- | ----- | ----------- |
|          | Stéphane Lauzon | Indépendant     | 2 632 | 74,04%      |
|          | Chakib Ahmimed  | Action Gatineau | 923   | 25,96%      |
| Total    | Total           | Total           | 0     | 0%          |

| Candidat | Candidat               | Parti           | Voix  | Pourcentage |
| -------- | ---------------------- | --------------- | ----- | ----------- |
|          | Jean Lessard           | Indépendant     | 1 296 | 29,2%       |
|          | Éric Bourgeau          | Indépendant     | 1 295 | 29,17%      |
|          | Francine Parent-Stuart | Action Gatineau | 1 278 | 28,79%      |
|          | Jason S. Noble         | Indépendant     | 570   | 12,84%      |
| Total    | Total                  | Total           | 0     | 0%          |

| Candidat | Candidat            | Parti           | Voix  | Pourcentage |
| -------- | ------------------- | --------------- | ----- | ----------- |
|          | Marc Carrière       | Indépendant     | 1 636 | 39,17%      |
|          | Roland Jr. Frenette | Action Gatineau | 1 326 | 31,75%      |
|          | Luc Montreuil       | Indépendant     | 1 215 | 29,09%      |
| Total    | Total               | Total           | 0     | 0%          |

| Candidat | Candidat          | Parti           | Voix  | Pourcentage |
| -------- | ----------------- | --------------- | ----- | ----------- |
|          | Martin Lajeunesse | Action Gatineau | 3 249 | 73,11%      |
|          | Yan Hébert        | Indépendant     | 1 195 | 26,89%      |
| Total    | Total             | Total           | 0     | 0%          |